# Aqabat Jaber
El camp de refugiats d'Aqabat Jaber (àrab: مخيّم عقبة جبر, muẖayyam ʿAqabat Jabr) és un camp de refugiats a la governació de Jericó de l'est de Cisjordània, situat a la vall del Jordà, 3 km al sud-oest de Jericó.

## Història
Aqabat Jaber va ser establert el 1948 en 1688 dúnams de terres àrides, prop de la mar Morta. Abans de la Guerra dels Sis Dies de 1967, el nombre de refugiats palestins registrats van ascendir a uns 30.000. Durant i després de les hostilitats, la majoria dels refugiats van fugir del campament i va creuar el riu Jordà. Després de la signatura de l'Acord de Gaza-Jericó el 1994, el camp va quedar sota el control de l'Autoritat Nacional Palestina.
Actualment, Aqabat Jaber té una població de 5,566 refugiats registrats. Els no refugiats s'han traslladat a les terres del camp han i construït habitatges il·legals.

## Disponibilitat d'aigua
L'escassetat d'aigua és un problema important en aquesta zona desèrtica, especialment durant l'estiu. La UNRWA és capaç de proporcionar una mica d'aigua al campament per bombament d'una deu propera. No obstant això, la companyia d'aigua israeliana Mekorot és el principal proveïdor d'aigua per al campament.

## Filmografia
Eyal Sivan: Aqabat-Jaber, passing through (1987)